# ナビタ
ナビタは、鉄道駅や路面電車の電停に設置された、周辺案内図(地図)を媒体とした広告又は集合広告の一種で、表示灯株式会社が展開する商品のブランド名称のこと。

## 概要
JR各社、地下鉄、私鉄の全国主要駅約2,300駅改札付近に、約2,700台の設置をしている。

### 駅以外での設置
- 交番
- 高速道路サービスエリア
- 道の駅
- 役所
- 神社

### 沿革
- 1969年7月 - 名古屋市営地下鉄への設置を開始。
- 1970年5月 - 東武鉄道・小田急電鉄・西武鉄道・京浜急行電鉄への設置を開始。
- 1971年7月 - 日本国有鉄道(現：JRグループ)への設置を開始。

- 1998年 - 周辺案内図掲載の情報をウェブから検索可能なPCサイト[2]を公開。
- 2005年 - 色覚異常があっても見やすいユニバーサルデザインに対応。
- 2008年 - 筐体にFeliCaリーダーライターを設置し、周辺案内図掲載の携帯サイトと連動させる、「ナビタッチ」サービス開始。